# Буково (Смоленская область)
Буково — деревня в Холм-Жирковском районе Смоленской области России. Входит в состав Тупиковского сельского поселения. По состоянию на 2007 год постоянного населения не имеет. 
Расположена в северной части области в 24 км к северу от Холм-Жирковского, в 33 км юго-восточнее автодороги Р136 Смоленск — Нелидово, на берегу реки Крутица. В 8 км юго-западнее деревни расположена железнодорожная станция Владимирский Тупик на линии Дурово — Владимирский Тупик. 

## История
В годы Великой Отечественной войны деревня была оккупирована гитлеровскими войсками в октябре 1941 года, освобождена в марте 1943 года.